# Jardín Japonés Nishinomiya
El Jardín Japonés Nishinomiya (en inglés : Nishinomiya Japanese Garden) es un jardín japonés tradicional de 5.5 acres (22,000 m²) de extensión, en el Parque Manito y Jardín Botánico, ubicado en Spokane (Washington), Estados Unidos.

## Diseño

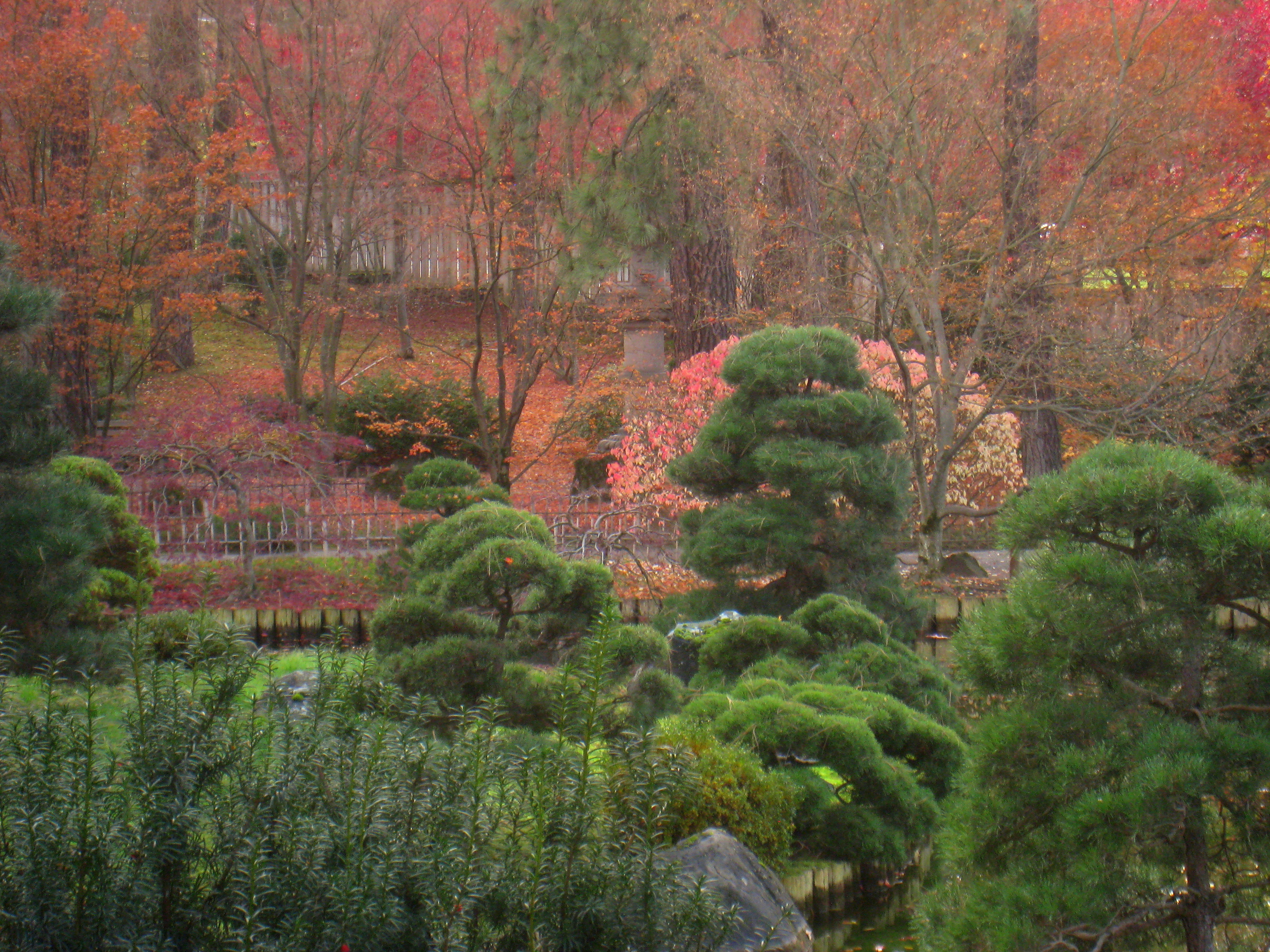
Los colores otoñales del jardín japonés Nishinomiya.

Este jardín de sosiego gira alrededor de un motivo central la charca de Koi. La unicidad de cada uno habla de la grandeza de la creación. 
Un sendero de grava hace un recorrido alrededor de esta hermosa charca. Rodeando la charca hay árboles de coníferas y caducifolios con porte de bonsái tradicionales y esculturas japonesas. 
Algunas ensenadas ocultadas proporcionan lugares para el retiro y para sentarse reservado mientras que todavía se oyen los sonidos del agua corriente. 

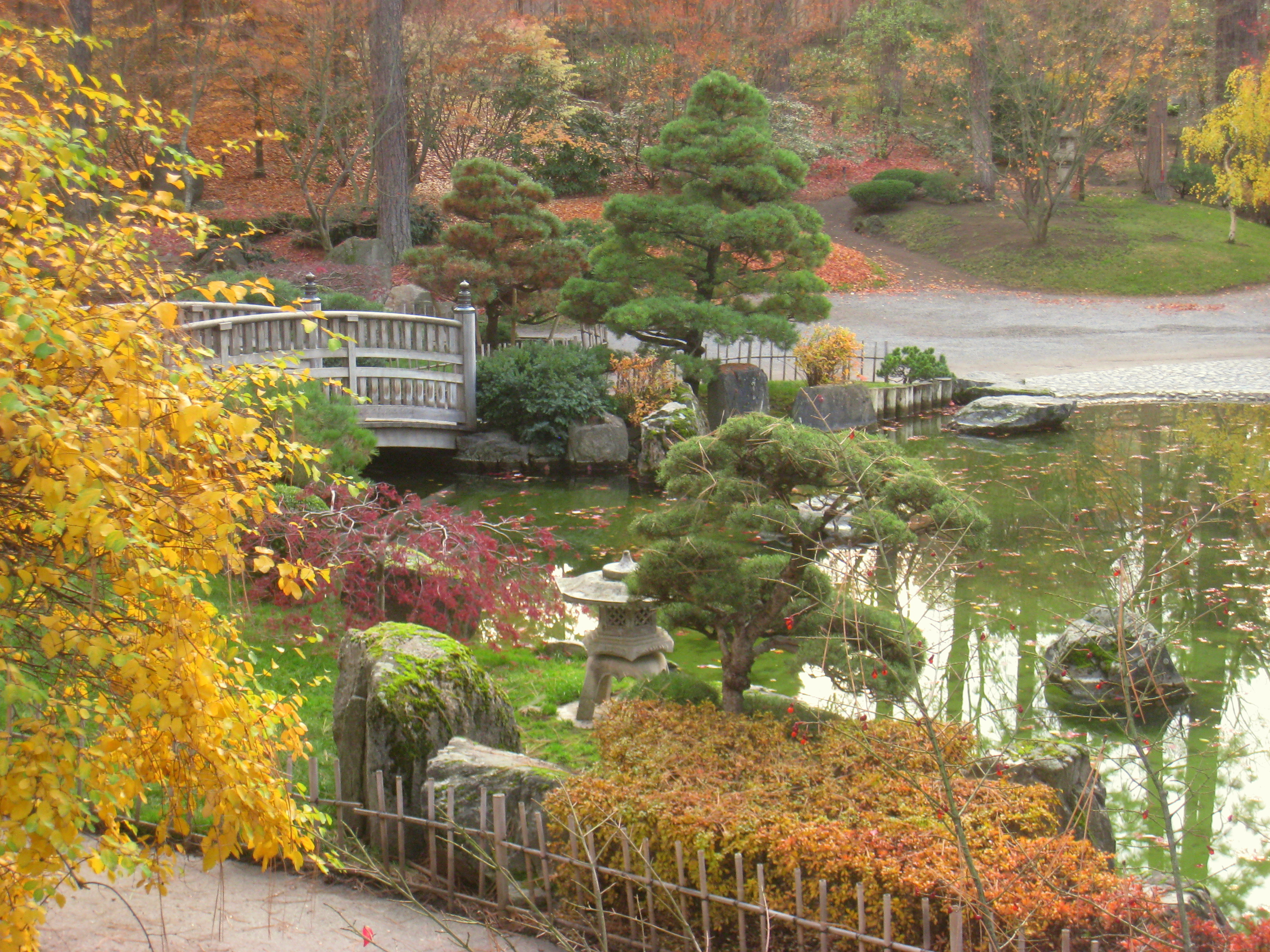
Jardín de paseo de la charca.

## Significado
El jardín japonés en el parque de Manito es más que apenas otro jardín. Este jardín simboliza una amistad entre Spokane, Washington y Nishinomiya, Japón. El jardín japonés de Nishinomiya es sin lugar a duda el jardín con un contenido cultural profundo. Para agregar un ambiente de sosiego y paz, el jardín está rodeado por un seto de árboles, que agrega una mística sensación acogedora.  

## Historia
El arquitecto inicial fue Nagao Akurai que anteriormente había dirigido trabajos de jardinería en el Palacio Imperial de Tokio. El sr. Akurai fue contratado en 1967 para diseñar el jardín japonés. Sin embargo en 1973, el sr. Akurai tuvo un infarto y dos arquitectos del paisaje retomaron el trabajo donde el sr. Akurai lo había dejado. Shosuke Nagai y Hirokiko Kawai, procedentes de Kobe, Japón, completaron el Jardín Japonés en 1974 siendo abierto al público el 17 de mayo de 1974 con una ceremonia de hermanamiento entre Spokane y Nishinomiya.
En un estudio realizado en el 2004 por el Journal of Japanese Gardening, fue clasificado en 16º lugar de entre 300 jardines japoneses públicos fuera de Japón.
En el encuentro de la junta directiva del parque de Spokane en diciembre del año 2007, aprobó la retitulación del jardín japonés que se conocerá en adelante como "Nishinomiya Tsutakawa Japanese Garden" (jardín japonés de Nishinomiya Tsutakawa). El sitio rededicado el 20 de abril de 2008, con la siembra de un cerezo de flor que era un regalo conmemorativo de las sociedades de las ciudades hermanas de Nishinomiya y de Spokane. 